# Et Menneskeliv
Et Menneskeliv er en dansk stumfilm fra 1910 produceret af Regia Kunstfilms Kompagni og instrueret af Sven Lange efter eget manuskript.

## Handling
En dreng fra et fattigt hjem vokser op og får stor succes som videnskabsmand. Det altopslugende arbejde koster ham dog kærligheden, hvilket han senere, i alderdommen, bitterligt fortryder.

## Medvirkende
- Clara Wieth
- Axel Strøm
- Adam Poulsen
- Emma Christensen

## Baggrund
Filmen blev fundet i 4 små ruller fra en samling, der blev overdraget til Det Danske Filminstitut (DFI) fra Lokalhistorisk Arkiv i Aalborg. De var på overdragelsespapirerne registreret som fire forskellige små film, men meget tyder på de hænger sammen. Første ruller har fortekster, identifikationen af denne rulle er der derfor ikke tvivl om. De tre andre starter med følgende mellemtekster: Manddommen, Alderdommen og Døden. Disse mellemtekster underbygger den handling som filmens titel lægger op til. Mellemtekster har samme layout, der står Regia Kunst-Film på første og sidste rulle og endeligt er Adam Poulsen fundet på flere af rullerne. Der er ikke blevet fundet et program, der beskriver handlingen i filmen (hverken hos DFI, Det kongelige Bibliotek eller på Aalborg Stadsarkiv).